# José Luis Violeta
José Luis Violeta Lajusticia (Zaragoza, 25 de febrero de 1941 - 5 de mayo de 2022) fue un futbolista español. Jugó de medio volante izquierdo y disputó toda su carrera en el Club de Fútbol Calvo Sotelo y en el Real Zaragoza.

## Biografía
Nacido en Zaragoza, en el barrio de Torrero, fichó a los diecisiete años por el River, un equipo de aficionados del barrio.
El Real Zaragoza lo fichó para su equipo filial, el Juventud, y en 1960 pasó a entrenar con el primer equipo. En 1962 fue cedido al Calvo Sotelo de Puertollano, junto con su compañero de equipo Encontra, donde dispuso de más minutos para demostrar su valía.
Su gran temporada en el equipo manchego, al final de la cual disputó el ascenso a Segunda División, hizo que el Real Zaragoza le llamase para la temporada siguiente, en la que debutó en Primera División. Jugó durante catorce temporadas en el Real Zaragoza (1963-77) formando parte de la época gloriosa de los Cinco Magníficos y convirtiéndose en el símbolo del club por excelencia. Es, junto a Xavi Aguado, el jugador que más veces ha vestido la camiseta del Real Zaragoza, con 473.
Alcanzó la internacionalidad en el Real Zaragoza, debutando en La Coruña el 23 de junio de 1966 contra Uruguay, en un partido amistoso que se empató a un gol, en el que salió en el minuto 62 en sustitución de Jesús Glaría y en el que compartió alineación con sus compañeros de equipo, Marcelino y Lapetra.
Falleció el 5 de mayo de 2022 debido a un cáncer.

## Clubes
| Club                        | País   | Año       |
| --------------------------- | ------ | --------- |
| Calvo Sotelo de Puertollano | España | 1962-1963 |
| Real Zaragoza               | España | 1963-1977 |

## Selección nacional
Fue internacional con la Selección nacional de fútbol de España en catorce ocasiones, marcando un gol.

## Palmarés

### Campeonatos nacionales
| Título                | Club          | País   | Año       |
| --------------------- | ------------- | ------ | --------- |
| Copa del Generalísimo | Real Zaragoza | España | 1963/1964 |
| Copa del Generalísimo | Real Zaragoza | España | 1965/1966 |

### Copas internacionales
| Título         | Club          | País   | Año       |
| -------------- | ------------- | ------ | --------- |
| Copa de Ferias | Real Zaragoza | España | 1963/1964 |

## Distinciones individuales
- Partido homenaje ofrecido por el Real Zaragoza. El encuentro, disputado contra el Athletic de Bilbao (mayo de 1978), se celebró en el estadio de La Romareda, ante numeroso público que quiso despedir a su capitán.
- Deportista Legendario (2003), concedido por el Gobierno de Aragón.
- Saque de honor en La Romareda (14 de septiembre de 2013) correspondiente al partido de fútbol entre el Real Zaragoza y el Club Deportivo Tenerife, disputado en la quinta jornada de la Segunda División de España, con un resultado de tres a cero a favor del equipo local.